# Albert Beckers
Pour les articles homonymes, voir Beckers.
 (décembre 2016).
Albert Beckers (né à Verviers le 26 mars 1956) est docteur en médecine et docteur en sciences cliniques belge.

## Biographie
Albert Beckers est né le 26 mars 1956. Après des études de médecine à l’Université de Louvain (1980), Albert Beckers se spécialise en médecine interne (1985) et médecine nucléaire (1987) à l’Université de Liège.
Il y réalise sa thèse de Doctorat en sciences clinique (1986) et sa thèse d’Agrégation de l’Enseignement Supérieur (1996). Il enseigne ensuite l’Endocrinologie à l’Université de Liège ou il  deviendra  Professeur Ordinaire et dirige le  service d’Endocrinologie au CHU de Liège.jusqu’en 2021
Parallèlement à sa carrière universitaire, il a exercé des fonctions importantes au sein de différentes associations dont Président de la Société Belge d’Endocrinologie (1999-2001 et 2011-2013), Secrétaire de l’European NeuroEndocrine Association (ENEA),  Président du Comité Scientifique du Congrès de la Société Française d’Endocrinologie (2006), Président du Conseil Scientifique du Congrès Francophone International (2008), Président du Comité d’Organisation du Congrès de l’European Neuroendocrine Association (Liège 2010), Président du Comité d’Organisation du Congrès sur les Polyendocrinopathies (World-MEN, Liège 2012). Il est actuellement président de l’European NeuroEndocrine Association (ENEA),(2022-2024)

## Contributions
Avec ces deux casquettes, Albert Beckers décide de s’orienter vers l’endocrinologie. Ses travaux de recherche lui ont notamment valu le Prix de la Société française d’endocrinologie en 1996, le Prix du meilleur article belge de Médecine interne en 2008 et les Prix de « Best Achievement » des Sociétés américaine et belge d’endocrinologie, également en 2008. Il recevra également de la société européenne d'endocrinologie en 2016 le prix Geoffrey Harris de Neuro-endocrinologie ,.
Auteur de 10 CD-roms, participation à 9 ouvrages et 31 chapitres de collaboration scientifique, 262 articles scientifiques dans des revues médicales (New England Journal of Medicine – Journal of Clinical Endocrinogy and Metabolism – Journal of Internal Medicine – European Journal of Endocrinology – International Journal of Cancer and others) et 389 abstracts, sa contribution scientifiques se focalise principalement autour des adénomes hypophysaires, des Familial Isolated Pituitary Adenomas (FIPA), des Multiple endocrine neoplasia type 1 (MEN1) et du traitement par immunisation du Cancer Parathyroïdien.

### CD-Roms
- "Pituitary Adenomas", Graphmed Ltd., 2001 - Distribution mondiale (français - anglais - italien). "Les adénomes hypophysaires", Graphmed Ltd., 2001 ; "Adenomi Ipofisari", Graphmed Ltd., 2001.
- "Adult Growth Hormone Deficiency". - Distribution mondiale (anglais).
- "Pituitary Adenomas" 2nd Edition, Graphmed Ltd., 2002
- "Adult Growth Hormone Deficiency" 2nd Edition, Graphmed Ltd., 2003.
- "The Genetics of Growth Hormone Axis", Graphmed Ltd., 2003.
- "Growth hormone-IGF-1 axis : Physiology and pathology". - Somatoselective, Excerpta Medica 2002, volume 1, no 1.
- "Pituitary Adenomas", 3rd Edition, Graphmed Ltd., 2003
- "Adult Growth Hormone Deficiency" 3rd  Edition, Graphmed Ltd., 2004.
- "The Genetics of Growth Hormone Axis", 2nd Graphmed Ltd., 2004.
- "Pituitary Adenomas", 4th  Edition, Graphmed Ltd., 2007

### Livres
- Contribution pour l'écriture et l'illustration d'un traité sur l'acromégalie : Acromegaly (éditeur : A.G. Harris, Sandoz, 1991).
- Contribution pour l'écriture et l'illustration d'un traité sur l'Acromégalie : Acromegaly and its management (éditeur  A.G. Harris, Lippincott - Raven Publishers, 1996).
- "Acromégalie: Les conséquences de l'hypersomatropisme" (coordinateur: A. Beckers, éditions Sandoz, 1996).
- Contribution à l'étude de la pathologie hypophysaire : Physiopathologie sécrétoire et immunocytochimie. Thèse de Doctorat, 1986.
- Contribution à l'étude de l'étiologie, de la physiopathologie et du traitement des adénomes hypophysaires. Thèse d'Agrégation, 1995.
- "The diagnosis and management of hypopituitarism". Edited by A. Beckers and LS Blevins, Jr.  -  (ISBN 1 85403 130 9) - Published by OCC Europe Ltd, 184-192 Drummond Street, London NWI 3HP UK on behalf of Pharmacia Corporation 2002. Printed in the UK by Wayzgoose Ltd.
- "Acromegaly – Pathology, diagnosis and treatment". Edited by A.J. van der Lely, A. Beckers, A.F. Daly, S.W. Lamberts and D.R. Clemmons. Published by Taylor and Francis Group. Printed in the United States of America, June 2005 –  (ISBN 0 84933 848 4)
- "GH and Growth Factors in Endocrinology and Metabolism – 36th International Symposium". Geneva, Switzerland 14-15 May 2004. Proceedings. Edited by A. Beckers, P. Czernichow, E. Reiter and M.L. Vance 2004 Pfizer, Inc. All rights reserved. Printed in US/November 2004. Produced by : CMM global.
- "Troubles neuroendocriniens chez les survivants à un cancer : le revers de la médaille du traitement oncologique. " Edit. Resp. : H. Valdes-Socin, A. Beckers, MC Lebrethon, Y. Beguin, MF. Dresse - 0742/NUT/FR/2010. Ipsen- Innovation for patient care. fascicule

### Articles représentatifs
1. Gigantism and Acromegaly due to Xq26 microduplications and GPR101 mutation, The New England Journal  of Medicine, 2014 Dec 3  
2. Familial Isolated Pituitary Adenomas (FIPA) and the pituitary adenoma predisposition due to mutations in the Aryl Hydrocarbon Receptor Interacting Protein (AIP) gene Endocrine Reviews , Invited review 2013 Apr;34(2):239-77
3. Clinical characteristics and therapeutic responses in patients with germline AIP mutations and Pituitary adenomas : An international collaborative study.  J. Clin. Endocrinol. Metab.95(11) :373-383, 2010.
4. The Ratio of Parathyroid hormone as measured by third-and second-generation assays as a marker for parathyroid carcinoma. J. Clin. Endocrinol. Metab, August 2010; 95(8):3745-3799
5. Aryl Hydrocarbon Receptor Interacting Protein Gene Mutations in Familial Isolated. Pituitary Adenomas : Analysis in 73 families.  J. Clin. Endocrinol. Metab, 92(5):1891-1896, 2007.
6. High Prevalence of Pituitary Adenomas : A cross-sectional study in the Province of Liège, Belgium, J. Clin. Endocrinol. Metab, 91(12):4769-4775, 2006
7. Clinical Characterization of Familial Isolated Pituitary Adenomas., J. Clin. Endocrinol. Metab. 91(9) :3316-3323, September 2006.
8. Hypogonadism in a Patient with a Mutation in the Luteinizing Hormone Beta-Subunit Gene. The New England Journal of Medicine351;25 December 16, 2004. p. 2619-2625.
9. Hormonal and Biochemical Normalization and Tumor shrinkage induced by anti-parathyroid hormone immunotherapy in a patient with metastatic parathyroid carcinoma J. Clin. Endocrinol.Metab. 89(7):3413:3420, july 2004.
10. Mutation analysis of the MEN1 gene in Belgian patients with multiple endocrine neoplasia type 1 and related diseases Human Mutation ; vol.13 ; 1999 ;p. 54-60.
11. Aldosterone-secreting adrenal adenoma as part of multiple endocrine neopla¬sia type 1 (MEN1) : Loss of heterozygosity for polymorphic chromosome 11 DNA markers, including the Men1 locus. J. Clin. Endocrinol. Metab. 75 : 1992, 564-570.
12. Placental and pituitary GH secretion during pregnancy in acromegalic women. J. Clin. Endocrinol. Metab. 71 :1990,  725-731.
13. Follicle-Stimulating Hormone-Secreting Pituitary adenomas. J. Clin. Endocrinol. Metab. 61, 3 : 1985, 525-528.

Pour éviter une longue énumération, l'ensemble de ses publications sont disponibles sur Pubmed . ou sur Orbi